# Гранжетт (Фрібур)
Гранжетт (фр. Grangettes) — громада в Швейцарії в кантоні Фрібур, округ Глан.

## Географія
Громада розташована на відстані близько 50 км на південний захід від Берна, 20 км на південний захід від Фрібура.
Гранжетт має площу 3,3 км², з яких на 5,1 % дозволяється будівництво (житлове та будівництво доріг), 68,8 % використовуються в сільськогосподарських цілях, 26,2 % зайнято лісами, 0 % не є продуктивними (річки, льодовики або гори).

## Демографія
2019 року в громаді мешкало 222 особи (+26,1 % порівняно з 2010 роком), іноземців було 14 %. Густота населення становила 67 осіб/км².
За віковим діапазоном населення розподілялося таким чином: 30,2 % — особи молодші 20 років, 58,1 % — особи у віці 20—64 років, 11,7 % — особи у віці 65 років та старші. Було 85 помешкань (у середньому 2,6 особи в помешканні).
Із загальної кількості 55 працюючих 22 було зайнятих в первинному секторі, 13 — в обробній промисловості, 20 — в галузі послуг.